# Diócesis de Serrinha
La diócesis de Serrinha (en latín: Dioecesis Serrignen(sis) y en portugués: Diocese de Serrinha) es una circunscripción eclesiástica latina de la Iglesia católica en Brasil, sufragánea de la arquidiócesis de Feira de Santana. La diócesis tiene al obispo Hélio Pereira dos Santos como su ordinario desde el 3 de febrero de 2021. 

## Territorio y organización
La diócesis tiene 17 169 km² y extiende su jurisdicción sobre los fieles católicos de rito latino residentes en 20 municipios del estado de Bahía: Serrinha, Araci, Barrocas, Biritinga, Capela do Alto Alegre, Conceição do Coité, Euclides da Cunha, Gavião, Ichu, Lamarão, Nova Fátima, Pé de Serra, Quijingue, Retirolândia, Riachão do Jacuípe, Santaluz, São Domingos, Teofilândia, Tucano y Valente.
La sede de la diócesis se encuentra en la ciudad de Serrinha, en donde se halla la Catedral de Santa Ana.
En 2020 en la diócesis existían 20 parroquias.

## Historia
La diócesis fue erigida el 21 de septiembre de 2005 con la bula Christi mandato del papa Benedicto XVI, obteniendo el territorio de la arquidiócesis de Feira de Santana y la diócesis de Paulo Afonso.

## Estadísticas
De acuerdo al Anuario Pontificio 2021 la diócesis tenía a fines de 2020 un total de 493 800 fieles bautizados.
| Año                                                                             | Población            | Población | Población      | Sacerdotes | Sacerdotes    | Sacerdotes    | Bautizados por sacerdote | Diáconos permanentes | Religiosos | Religiosos | Parroquias |
| Año                                                                             | Bautizados católicos | Total     | % de católicos | Total      | Clero secular | Clero regular | Bautizados por sacerdote | Diáconos permanentes | Varones    | Mujeres    | Parroquias |
| ------------------------------------------------------------------------------- | -------------------- | --------- | -------------- | ---------- | ------------- | ------------- | ------------------------ | -------------------- | ---------- | ---------- | ---------- |
| 2005                                                                            | 467 742              | 505 787   | 92.5           | 16         | 9             | 7             | 29 233                   |                      | 8          | 23         | 16         |
| 2010                                                                            | 473 000              | 550 000   | 86.0           | 30         | 22            | 8             | 15 766                   | 2                    | 11         | 32         | 18         |
| 2014                                                                            | 482 136              | 581 332   | 82.9           | 30         | 21            | 9             | 16 071                   | 2                    | 14         | 30         | 18         |
| 2017                                                                            | 494 200              | 594 000   | 83.2           | 31         | 22            | 9             | 15 941                   | 2                    | 9          | 25         | 18         |
| 2020                                                                            | 493 800              | 594 800   | 83.0           | 42         | 30            | 12            | 11 757                   | 9                    | 12         | 28         | 20         |
| Fuente: Catholic-Hierarchy, que a su vez toma los datos del Anuario Pontificio. |                      |           |                |            |               |               |                          |                      |            |            |            |

## Episcopologio
- Ottorino Assolari, C.S.F. (21 de septiembre de 2005-3 de febrero de 2021 retirado)
- Hélio Pereira dos Santos, por sucesión el 3 de febrero de 2021